# Liu Bolin
Liu Bolin (刘勃麟S, Liú BólínP; Shandong, 7 gennaio 1973) è un artista cinese, noto per i suoi autoritratti fotografici, caratterizzati dalla fusione del corpo con l'area circostante, attraverso un accurato body painting (pittura dell'uomo).

## Biografia
Liu Bolin si è diplomato a Pechino, presso il dipartimento di Scultura dell'Accademia Centrale d'Arte Applicata, allievo del famoso artista Sui Jianguo, suo maestro agli inizi della carriera. Attualmente vive e lavora a Pechino.
Liu appartiene alla generazione dei primi anni '90, tempi in cui la Cina rinacque dalle macerie della Rivoluzione Culturale e godette di un rapido sviluppo economico e di una relativa stabilità politica.
Dopo le sue prime mostre a Beijing nel 1998, il talento di Liu godette di una fama e riconoscimento internazionale grazie alla serie Hiding in the city in cui tocca i temi universali del rapporto tra uomo e natura e tra pensiero e potere politico. Questo suo tratto peculiare è iniziato nel 2005 quando il Suojia Village di Pechino, il villaggio degli artisti indipendenti dove risiedeva, venne smantellato nel novembre dalle autorità. In questa occasione si mimetizza con esso per la prima volta, volendo dimostrare la sua appartenenza a quel luogo.
Dall'ottobre 2008 Liu Bolin focalizza la sua attenzione sull'Italia, in particolare sulla conservazione del patrimonio storico-artistico del Bel Paese, in contrasto con quanto accade in Cina, in cui la distruzione di quartieri storici è sistematica e fisiologica per far spazio alla nuova edilizia delle megalopoli. Nello stesso anno ha inizio la collaborazione con la galleria Boxart di Verona che dà vita al ciclo derivato Hiding in Italy (Nascondersi in Italia).
Allo stesso modo, nel giugno del 2011, Liu Bolin crea delle opere intitolate Hiding in New York, nelle quali egli fonde aree simboliche newyorkesi nelle sue opere.
L'anno successivo la rassegna personale al Museo Andersen A Secret Tour, in collaborazione con la galleria Boxart, raccoglie gli scatti delle opere fino ad allora realizzate nei luoghi più simbolici delle principali città italiane quali Venezia, Roma, Milano, Pompei e Verona in cui l'artista si mimetizza avvalendosi di particolari tecniche come body-art, pittura e fotografia.
Nel febbraio 2013 viene invitato come relatore a TED, l'organizzazione internazionale no-profit per la diffusione di idee innovative su scienza, tecnologia e design, divulgate grazie a talks e conferenze a livello mondiale. In quell'occasione Liu Bolin incentra il suo discorso su temi politici e sociali che include nelle sue opere fotografiche.
L’anno successivo Liu Bolin torna in Italia con un nuovo progetto Fade in Italy, concentrandosi sulle eccellenze e sul patrimonio produttivo italiano, il cosiddetto made in Italy.
Nel 2015 grazie al sostegno della galleria Boxart e la partecipazione della Comunità di Sant'Egidio viene realizzato a Catania il progetto Migrants, che racconta l'attuale fenomeno dei processi migratori dall'Africa all'Europa. Negli scatti di questo ciclo recente l'artista sceglie dei luoghi emblematici in cui mimetizzarsi, come i barconi su cui effettuano la traversata centinaia di migranti e alcune spiagge su cui essi approdano, o ancora la bandiera europea simbolo di un nuovo futuro. La serie di scatti verrà poi esposta ai Cantieri Culturali della Zisa all'interno della Biennale Arcipelago Mediterraneo (BAM), transiterà sempre nel 2017, al Museo d'Arte Contemporanea di Ramacca (Catania).

## Mostre
Dalla sua prima personale a Pechino nel 1998 il lavoro di Liu Bolin ha avuto sempre più riconoscimenti internazionali. Le sue fotografie e le sue sculture, oltre che nel distretto artistico di Dashanzi a Pechino, sono state esposte a Les Recontres d'Arles. Tra le sue mostre personali, da ricordare quella alla galleria d'arte Bertin-Toublanc a Parigi nel 2007, alla Galleria Boxart  di Verona (2008),  alla Fondazione Forma per la fotografia di Milano (2010), a New York nel 2011, al Museo H. C. Andersen di Roma (2012). L'anno successivo è stato invitato alla Biennale di Fotografia di Mosca in Russia. Nel 2013 per celebrare la visita del presidente statunitense Obama in Cina, Liu ritrasse un'effigie in suo onore.. 
Un paio d'anni dopo ha partecipato al Festival Internazionale di Fotografia di Tokyo.
Nel maggio 2016 Liu Bolin ha collaborato con il famoso street artist JR organizzando una performance di fronte al Museo del Louvre di Parigi in cui entrambi si mimetizzano con la piramide di fronte al museo, la quale, con affisse fotografie degli edifici circostanti, ha lo scopo di scomparire mimetizzandosi con le strutture dietro di essa.

### Mostre personali
2019
- Visible/Invisible, Mudec Museo delle Culture, Milano, Italia
- Liu Bolin. The Invisible Man, Palacio De Gaviria, Madrid, Spagna

2018
- Liu Bolin. The Invisible Man, Complesso del Vittoriano, Ala Brasini, Roma, Italia
- The Theatre of Appearances, Musée de l’Elysée, Losanna, Svizzera
- The Invisible Man, Erarta Museum, San Pietroburgo, Russia
- Liu Bolin – Vanishing Point, BAFA Contemporary, UK

2017
- Migrants curata da Beatrice Benedetti di Boxart, BAM, Palermo[6]
- Liu Bolin. Ghost Stories, Maison Européenne de la Photographie, Parigi, Francia

2016
- Art Hacker, Klein Sun Gallery, New York, USA
- Art From The Streets, CAFA Art Museum, Beijing, Cina
- We Are What We Eat, United Nations Headquarters, New York, NY, USA
- TAKE ME OUT, Chi K11 Art Museum, Shanghai, Cina

2015
- Disappearing, Museo de Arte Contemporáneo de Buenos Aires, Buenos Aires, Argentina
- Solo show, Cyrus M. Running gallery, Concordia College, New York, USA
- Camaleon, Centro Roberto Garza Sada, Universidad de Monterrey, Monterrey, Messico
- The Distance to The Eye, MD Gallery, Shanghai, Cina
- Solo show, Galerie Parigi-Beijing, Parigi, Francia
- Camuflaje, Galería Oscar Román, Città del Messico, Messico

2014
- In Plain Sight: Photographs by Liu Bolin, University of Saint Joseph in West Hartford, Connecticut, USA
- Fade in Italy, Boxart, Verona, Italia[7]
- Hiding in the city, MCLEMOI Gallery, Sydney, Australia>
- The Heroic apparition, Scream Gallery, Londra, Regno Unito
- Works on paper, Hadrien de Montferrand Gallery, Beijing, Cina
- Hiding in the city, Hadrien de Montferrand Gallery, Hanzou, Cina

2013
- Invisible man, The 13thCina Pingyao International Photography Festival, Pingyao, Cina; Mimesis, La Cometa Gallery, Bogota, Colombia; Mask, Eli Klein Fine Art, New York, USA
- Liu Bolin – ein Meister der Tarnung, Kunstverein Ludwigsburg, Ludwigsburg, Germania
- Liu Bolin, Camouflages Urbains, Fondation d’Entreprise Espace Écureuil Pour l’Art Contemporain, Toulouse, Francia
- Liu Bolin: The Invisible Man, Brattleboro Museum and Art Center, Brattleboro, USA
- Invisible Man, Pingyao International Photography Festival, Pingyao, Cina

2012
- Retrospective, Magda Gallery, Shanghai, Cina
- Hide in the city, Ekaterina Cultural Foundation, Mosca, Russia
- Liu Bolin, The Longyear Museum of Anthropology, Colgate University, Hamilton NY
- Liu Bolin, Photographers Limited Editions, Vienna, Austria
- Liu Bolin: A Secret Tour curata da Boxart, Museo H.C. Andersen, Galleria Nazionale d’Arte Moderna, Roma, Italia[8]
- Lost in Art, Eli Klein Fine Art, New York, NY, USA
- Liu Bolin: The Sociology of the Invisible Body, California State University Northridge Art Galleries, Northridge California, USA

2011
- The Invisible Man, Eli Klein Fine Art, New York, NY, USA<
- Liu Bolin, Fotografiska Museet, Stoccolma, Svezia
- The Invisible Man, Vänermuseet, Lidköping, Svezia
- Parigi-Beijing photo gallery 798 Art Zone, Beijing, Cina

2010
- Hiding in Italy, Fondazione FORMA per la Fotografia, Milano
- Hiding in the City, Museo de Bellas Artes, Caracas, Venezuela
- Sunshine International Art Museum, Songzhuang, Beijing, Cina
- Hiding in the City, Sylvia White Gallery, Ventura, California, USA
- Liu Bolin, Young Gallery, Bruxelles, Belgio
- Eli Klein Fine Art, New York, USA

2009
- Hiding in the City, Galeria Tagomago, Barcellona, Spagna
- Getting Accustomed to Being Impermanent, Vanguard Gallery, Shanghai, Cina
- Hiding in the City, Yu Gallery, Parigi, Francia

2008
- Hide and seek, Boxart, Verona, Italia[9]
- Liu Bolin Solo Exhibition, Bertin—Toublanc Gallery, Parigi, Francia
- Liu Bolin Solo Exhibition, 798 Art Zone, Beijing, Cina
- Liu Bolin Solo Exhibition, Bridge Art Center, Beijing, Cina
- Liu Bolin Solo Exhibition, Eastlink Gallery, Shanghai, Cina
- Liu Bolin Solo Exhibition, Hotsun Art Space,798 Art Zone, Beijing, Cina
- Liu Bolin′s live Solo Exhibition, Adler Gallery, Parigi, Francia
- Liu Bolin Solo Exhibition, Ifa Gallery, Shanghai, Cina
- Liu Bolin solo Exhibition, Eli Klein Gallery, New York, USA

2007
- Liu Bolin Solo Exhibition, Bertin—Toublanc Gallery, Miami, USA
- Sculpture′s Exhibition of Liu Bolin, Hotsun Art Space, 798 Art Zone, Beijing, Cina
- Distortion, Exhibition of Liu Bolin, Hotsun Art Space, 798 Art Zone, Beijing, Cina
- Photo Solo Exhibition, Bertin-Toublanc Gallery Parigi, Francia

2001
- Haiyang Sculpture Works Exhibition, Beijing Passage, Beijing, Cina

1998
- Haiyang Works Exhibition, Shandong province, Cina

### Mostre collettive
2020

I eat, therefore I am, Musée de L’Homme, Paris, France
2019

Humans, Bernard Magrez Cultural Institute, Bordeaux, France
Art Eats Art, Musée Regards de Provence, Marseille, France
Continuous Refle(a)ction, Riverside Art Museum, Beijing, China
The World to Come, Eli and Edythe Broad Art Museum, Michigan State University, East Lansing, MI; Harn Museum of Art, Gainesville, FL; University of Michigan Museum of Art, Ann Arbor, MI; Depaul Art Museum, Chicago, IL 
Time Frames: Contemporary East Asian Photography, Baltimore Museum of Art, Baltimore, MD
Chinese Whispers: Recent Art from the Sigg Collection, The MAK, Vienna, Austria 
2018

Every Body Talks, Mattatoio Roma, Roma, Italy
40 Years of Chinese Contemporary Photography, OCAT Shenzhen, Shenzhen, China
Liu Bolin: Liu Bolin X Ruinart, KYOTOGRAPHIE 2018, Kyoto, Japan
2017

Biennale Archipelago Mediterranean, Cultural Shipyards alla Zisa - Palermo Dusseldorf Pavilion, Palermo, Italy
Portrait (s) Festival 2017, Ville de Vichy, France 
Sublimina, Museo Delle Mura, Rome, Italy
40 Years of Chinese Contemporary Photography (1976 - 2017), Three Shadows Photography Art Center, Beijing, China
The First Shandong Youth Contemporary Art Documents Exhibition, JiaJian Art Museum, Jinan, Shandong, China
Long Island Collects: New Photography, Nassau County Museum of Art, New York, USA
2016

Exhibition of Chinese Contemporary Photography –Cinascape: From Rural to Urban. Spazioborgogno, Milano

Seeing Now, 21C Museum Hotel, Cincinnati, Ohio, USA

We are what we eat, United Nations Visitor Center (main entrance lobby), United Nations Headquarters, New York, USA

Dubai Art Season, Commission by Dubai Culture and Arts Authority, Dubai, UAE

The First Chinese Abstract Art Exhibition, Ningbo Culture Center 117 Art Center, Ningbo, Cina

Drawing Hands, MD Gallery, Shanghai, Cina

Sublimina, Museo delle Mura, Roma, Italia

2015

BP 15, First Argentine Performance Biennale, Buenos Aires, Argentina

Photo – graffs: Images of Hip- Hop Graffiti and Urban Culture, Gold Coast Arts Center in Great Neck, New York, USA

The Camera’s Eye, Photojax 2014, Jacksonville, Florida, USA

East Wing Biennal. INTERACT, The Courtauld Institute of Art, Somerset House, Londra, Regno Unito

IN SITU, Fabien Castanier Gallery, Los Angeles, California, USA

Interact: Deconstructing Spectatorship: East Wing Biennial, The Courtauld Institute of Art, London, Inghilterra (con et al. Félix González-Torres, JR, Donald Martiny, Bridget Riley, Marc Quinn)
2014

The Camera’s Eye, PHOTOJAX 2014, Jacksonville, Florida, USA

East Wing Biennial: INTERACT, The Courtauld Institute of Art, Somerset House, Londra, Regno Unito

Pho-to-graffs: Images of Hip Hop, Grafitti, and Urban Culture, Gold Coast Arts Center, Great Neck, NY, USA

2013

TED 2013, The Long Beach Performing Arts Center, Long Beach, California, USA

Portrait(s), Culture Centre Valery Larbaud, Vichy, Francia

Inner Journeys, Maison Paticulière Art Center, Bruxels, Belgio

Religion, Ritual, and Performance in Modern and Contemporary Art, Allen Memorial Art Museum, Oberlin College, Oberlin, Ohio, USA

Skin Trade, PPOW, New York, USA

10 Years of Wooster Collective: 2003 – 2013, Wooster Collective, New York, USA

War Zone Home, John Jay College of Criminal Justice Art Gallery, New York, USA

Incarnations, Institut Confucius des Pays de la Loire d’Angers, Angers, Francia

Aura and Post Aura, The First Beijing Photography Biennale, Cina Millennium Monument, Beijing, Cina

2012

Changement de Décor, Festival des Arts Visuels de Vevey, Vevey, Svizzera

Bienne Festival of Photography, Bienne, Svizzera

Harper’s Bazaar: Inside the Magazine, Yermilov Center, Kharkiv, Regno Unito; Korobchinskiy Center, Odessa, Regno Unito; Izolyatsia, Donetsk, Regno Unito; Museum of Modern Art, Kiev, Regno Unito

D.E.F.E.N.C.E. – A Consideration of Various Strategies in Biology, Politics, Economy, Technology, Military, Psychology, Society, and Culture, Vögele Kultur Zentrum, Pfäffikon, Svizzera

Performing for the Camera, Arizona State University Art Museum, Tempe, Arizona, USA

2011

Exhibition of the Neuflize Collection MAC de Marseille, Musée d’Art Contemporain de Marseille, Marseille, Francia

Réinvestir la Planète, Villa de Levallois, Levallois, Francia

Urban Play, Landgent Center, Beijing, Cina

Scenes from Within: Contemporary Art from Cina, Blackbridge Hall Gallery, Georgia College, Milledgeville, Georgia, USA

Fotográfica Biennale, Museo de Fotografía, Bogotá, Colombia

Black and White, Zero Art Museum, Beijing, Cina

2010

The Right to Protest, Museum on the Seam, Gerusalemme, Israele

Reflection of Minds, Shanghai MoCA, Shanghai, Cina

PassingCina, Sanatorium, Istanbul, Turchia

HomeLessHome, Museum on the Seam, Gerusalemme, Israele

Armed & Dangerous: Art of the Arsenal, Berkshire Museum, Pittsfield, Massachusetts, USA

2008

International Art Exhibition Sunshine Museum, Songzhuang Art Zone, Beijing, Cina

Bejing, Contemporary art Exhibition, Jinan, Shandong province, Cina

Chinese Contemporary Art Exhibition, Liverpool, Regno Unito

Force-Form, International Contemporary Art, 798 Art Zone, Beijing, Cina

Exhibition, The Converted-Image, Dax Art Space, Beijing, Cina

Roma International Contemporary and Morden art, Center of international, Exhibition, Roma

2007

ModernCina: Lost in Transition, Eli Klein Gallery, New York, USA

Computer Men Art Exhibition, Seasons Gallery, Beijing, Cina

Far Away From City, Photography Group Exhibition, Ifa Contemporary Art Center, Shanghai, Cina

Song Zhuang Art Festival-2007 Chinese Visual Files, Songzhuang Art Zone, Cina

Cooperation-Group Exhibition of Chinese and Chile, Artists No.1 Art Base Beijing, Cina

Made in Bei Jing—Chinese Contemporary Art, Korea

Olympic Sculptures International Exhibition, Millennium Monument, Beijing, Cina

Memory, Contemporary Art Exhibition, New York Art Center,798 Art Zone, Beijing, Cina

Chinese Contemporary Art Exhibition, New Gallery, Houston, USA

ARLES International Photo Exhibition, Arles, Francia

United Exhibition of Communities at the foot of the Great Wall, Red Gate Gallery, Beijing, Cina

Made in Cina--Chinese Contemporary Art, Duolun Museum of Modem Art, Shanghai, Cina

Union, Exhibition of Chinese and Overseas Artists No.1 Art Base, Beijing, Cina

Union in June, Chinese Performance Art Exhibition Songzhuang Art Zone, Beijing, Cina

China Dream, Chinese Contemporary Art Exhibition Adler Garlley, Parigi, Francia

Back, United Exhibition of Three Artist Hotsun Art Space, Beijing, Cina

After, Contemporary Art Exhibition New Art Project 798 Art Zone, Beijing, Cina

China Modern Art Exhibition Mediterranea Garlley, Palermo

Resetting—Suo Jia Village Contemporary, Art Exhibition Suojia Village, Beijing, Cina

Review Exhibition of Chinese Performance Art Photos, Ying Gallery, 798 Art Zone, Beijing, Cina

Off center Generation—Post-1970s Group Exhibition, 751 Space, 798 Art Zone, Beijing, Cina

The First Breathing, Shan Dong Contemporary Art Great Exhibition Jinan, Shandong province, Cina

2006

China Contemporary Art Exhibition, Bertin-Toublanc Gallery, Parigi, Francia

The Second impact power, Contemporary Art Exhibition Songzhuang Art Zone, Beijing, Cina

Visit by yourself, Exhibition Songzhuang Art Zone, Beijing, Cina

Beijing View Exhibition, Ner Art Project Dashanzi Art Zone, Beijing, Cina

Satellite Exhibition Shanghai, Cina
Qingzhou International Contemporary Art Exhibition, Qingzhou Museum, Shandong, Cina

Asia Contemporary Art Exhibition, Korea

Redstar, Redstar, Redstar, Contemporary Art Exhibition Red Star Gallery Dashanzi Art Zone, Beijing, Cina

Nan Jing Reference inside and outside, Exhibition Nanjing, Cina

Demolish－CHINA, Beijing Contemporary Art Exhibition 751 Factory, Dashanzi Art Zone, Beijing, Cina

Sculpture Exhibition for 2008 Olympic, Jintai Museum, Beijing, Cina

Opening of Beijing Distillery Art studio, Beijing Wine Factory Art Zone, Cina

Grey and red, Contemporary Art Exhibition, Dashanzi Art Zone, Beijing, Cina

2005

Contemporary Art Exhibition of Dismantle, at Xiyuantianlu Business Hall Beijing, Cina

Beijing Calligraphy Exhibition, be Art Centre, Dashanzi Art Zone, Beijing, Cina

Luxury times -- Tianjin Harbour Plaza Cheung Chau, Chinese Contemporary Sculpture Exhibition, Tianjin, Cina

Dismantle -dismantle–dismantle, Contemporary Art Exhibition of Beijing Suojia Village International Arts Camp, Beijing, Cina

2001

Life is Beautiful, West Lake International, Sculpture Exhibition Hangzhou Art Museum, Cina

The Second Invited Sculpture Works Exhibition of Contemporary Young Sculptor Hangzhou Art Museum, Cina

The First Sculpture Competition Exhibition, Fujian, Cina

1999

The Second Metals Work Exhibition of Central Academy of Fine Arts, Beijing, Cina